# 노 (주작도위)
노(奴, ? ~ ?)는 전한 중기의 관료이다. ‘노’는 이름자로, 성씨는 알 수 없다.

## 행적
경제 후2년(기원전 142년), 주작도위에 임명되었다.

## 출전
- 반고, 《한서》 권19하 백관공경표 下

| 전임 불의 | 전한의 주작도위 기원전 142년 ~ 기원전 135년? | 후임 급암 |